# Liste des préfets du Cher
Liste des préfets du département du Cher du Consulat et Premier Empire (1800) à de nos jours.

## ConsulatetPremier Empire
| Période          | Période       | Identité                                        | Fonction précédente                      | Observation                                                    |
| ---------------- | ------------- | ----------------------------------------------- | ---------------------------------------- | -------------------------------------------------------------- |
| 2 mars 1800      | an X          | Jean-Baptiste Charles Le Gendre de Luçay        | Administrateur général des Postes (1776) | Devient préfet du Palais (Tuileries)                           |
| 11 brumaire an X | 1er mars 1805 | Georges Antoine Thérèse de Belloc               | Administrateur du département de l'Indre |                                                                |
| 13 mars 1805     | 1813          | André Horace François de Barral de Rochechinard | Général de brigade Émigré                | Officier et chancelier de la 7e cohorte de la Légion d'honneur |
| 13 mars 1813     | 1815          | François Charles Luce Didelot                   | Préfet de l'Allier                       | Maintenu à la première Restauration                            |

## Première Restauration
| Période      | Période      | Identité                      | Fonction précédente | Observation                                   |
| ------------ | ------------ | ----------------------------- | ------------------- | --------------------------------------------- |
| 13 mars 1813 | 6 avril 1815 | François Charles Luce Didelot |                     | Préfet de la Dordogne pendant les Cent-Jours) |

## Cent-Jours
| Période      | Période         | Identité               | Fonction précédente                           | Observation |
| ------------ | --------------- | ---------------------- | --------------------------------------------- | ----------- |
| 6 avril 1815 | 14 juillet 1815 | Léonard-Philippe Rivet | Préfet de la Dordogne (Première Restauration) |             |

## Seconde Restauration
- Nicolas Régnier[5] (1783-1851) : 14 juillet 1815, démissionnaire le 16 décembre 1815, jusqu'au 2 février 1816
- Pons Louis François de Villeneuve[6], dit Villeneuve-Villeneuve (1774-1842), préfet du 2 février 1816 au 12 août 1818
- François Jacques Locard[7], du 12 août 1818 au 19 juillet 1820, passe à la préfecture de la Vienne[8]
- Antoine Éléonor Victor Leclerc de Juigné[9] préfet du 19 juillet 1820 au 5 novembre 1823[10]) ;
- Jacques Joseph Guillaume Dalon[11] (5 novembre 1823 au 3 mars 1828), puis passe à la préfecture de Charente-Inférieure.
- Antoine Finot (3 mars 1828 au 10 décembre 1828)[12], puis préfet de l'Isère.
- Jean Marie Hyacinthe Armand de Bastard d'Estang 10/3 janvier 1829, démissionne et remplacé le 27 août 1830[13],[14].

## Préfets de la monarchie de Juillet
| Période         | Période         | Identité                        | Fonction précédente                        | Observation                                                              |
| --------------- | --------------- | ------------------------------- | ------------------------------------------ | ------------------------------------------------------------------------ |
| 27 août 1830    | 1840            | Emmanuel Cochon de Lapparent    | Préfet de l'Hérault pendant les Cent-Jours |                                                                          |
| 27 janvier 1840 | 1er août 1841   | Edmé Tiburce Morisot            | Sous-préfet de Valenciennes                | Père des peintres Edma Morisot (1839-1921) et Berthe Morisot (1841-1895) |
| 1er août 1841   | 4 janvier 1847  | Baron Charles Claude Renauldon  | Préfet de la Haute-Vienne                  |                                                                          |
| 4 janvier 1847  | 28 février 1848 | Édouard-Joseph-Ennemond Mazères | Préfet de la Haute-Saône                   |                                                                          |

## Préfets et commissaires du gouvernement de la Deuxième République (1848-1851)
| Période          | Période          | Identité                         | Fonction précédente  | Observation                                             |
| ---------------- | ---------------- | -------------------------------- | -------------------- | ------------------------------------------------------- |
| 29 février 1848  | 23 avril 1848    | Félix Pyat                       |                      | commissaire du gouvernement                             |
| 29 février 1848  | 23 avril 1848    | Jean Joseph Bidault              |                      | commissaire du gouvernement                             |
| 31 décembre 1848 | 26 novembre 1851 | Pierre Jacques Meunier           | préfet de la Corrèze | -                                                       |
| 26 novembre 1851 | 3 juillet 1852   | Philippe Octave Amédée de Barral |                      | fils de André Horace François de Barral de Rochechinard |

## Préfets du Second Empire (1851-1870)
| Période         | Période          | Identité                                       | Fonction précédente        | Observation      |
| --------------- | ---------------- | ---------------------------------------------- | -------------------------- | ---------------- |
| 3 juillet 1852  | 16 avril 1855    | Daniel Théotime Alexandre Théodore Pastoureau, | Préfet du Lot              |                  |
| 17 avril 1855   | 25 octobre 1855  | Emmanuel Jean Joseph Combe-Sieyès              | Préfet d'Ille-et-Vilaine   | Mort en fonction |
| 6 novembre 1855 | 5 janvier 1861   | Joseph Marie Pietri                            | Préfet de l'Ariège         |                  |
| 5 janvier 1861  | 31 janvier 1870  | Roland Paulze d'Ivoy                           | Préfet des Alpes-Maritimes |                  |
| 31 janvier 1870 | 9 septembre 1870 | Anne Jean Alfred Demanche                      | Préfet du Doubs            |                  |

## Préfets de la Troisième République (1870-1940)
| Période           | Période           | Identité                                    | Fonction précédente | Observation                                                                                |
| ----------------- | ----------------- | ------------------------------------------- | --- | ------------------------------------------------------------------------------------------ |
| 7 septembre 1870  | 20 mars 1871      | Jean Félix Auguste Louriou                  | A été Représentant du Cher à l'Assemblée législative, le 13 mai 1849                                                     | Ne donne pas sa démission ; est remplacé Sera élu conseiller général du canton de Sancoins |
| 20 mars 1871      | 8 mai 1872        | Emmanuel de Flavigny                        | | Nommé préfet des Côtes-du-Nord                                                             |
| 8 mai 1872        | 25 mai 1873       | Ernest Camescasse                           | Préfet de Loir-et-Cher                                                                                                   | Démissionne à la chute de Thiers et redevient avocat                                       |
| 26 mai 1873       | 15 octobre 1875   | Paul Lauras                                 | Préfet du Tarn | Nommé préfet de l'Isère                                                                    |
| 15 octobre 1875   | 5 janvier 1877    | Jean-Baptiste Gustave Degrond               | Préfet de Saône-et-Loire                                                                                                 | Disponibilité, puis nommé préfet d'Eure-et-Loir                                            |
| 5 janvier 1877    | 19 mai 1877       | Pierre Paul Gustave Pradelle                | Préfet de la Charente | Nommé préfet de la Côte-d'Or                                                               |
| 19 mai 1877       | 3 mai 1879        | Jean Marie Félix Cottu                      | Préfet du Finistère | Nommé préfet de Seine-et-Oise                                                              |
| 3 mai 1879        | 2 décembre 1879   | Jean Alfred Ethelbert Labordère             | Préfet des Landes | Nommé préfet des Côtes-du-Nord                                                             |
| 2 décembre 1879   | 8 mars 1881       | Jules Paul Edouard Mahias                   | Préfet des Côtes-du-Nord                                                                                                 | Nommé préfet de l'Isère                                                                    |
| 8 mars 1881       | 21 octobre 1883   | Jean-Baptiste Ribert                        | Préfet de l'Isère | Nommé préfet de la Charente-Inférieure                                                     |
| 21 octobre 1883   | 18 octobre 1887   | Adolphe René Maurice Berniquet              | Préfet du Jura | Nommé préfet du Finistère                                                                  |
| 18 octobre 1887   | 3 août 1889       | Pierre André Marie Auguste Duclaud          | Préfet du Gard | Replacé. Réélu député                                                                      |
| 3 août 1889       | 29 février 1892   | Gaston Carle                                | Conseiller municipal de Paris                                                                                            | Nommé préfet de Vaucluse                                                                   |
| 29 février 1892   | 13 septembre 1893 | Louis Casimir Léonce Bret                   | Préfet de Vaucluse | Nommé préfet du Var                                                                        |
| 13 septembre 1893 | 21 octobre 1895   | Jules Mengarduque                           | Préfet de Constantine | Nommé préfet de la Corse                                                                   |
| 21 octobre 1895   | non-installé      | Charles François Dumoulin                   | Préfet des Côtes-du-Nord                                                                                                 | Nommé préfet de la Haute-Vienne                                                            |
| 16 novembre 1895  | 13 octobre 1896   | Jean Louis Henri Arnaud                     | Préfet du Lot | Nommé préfet de Saône-et-Loire                                                             |
| 13 octobre 1896   | 13 septembre 1897 | Chrysostome Eugène Fosse                    | Préfet des Vosges | Nommé préfet des Côtes-du-Nord                                                             |
| 13 septembre 1897 | 16 juillet 1898   | Christian Auguste Armand Nanot (alias Nano) | Préfet de l'Aube | Nommé préfet de l'Isère                                                                    |
| 16 juillet 1898   | 18 octobre 1898   | Joseph Fernand Léon Bret                    | Préfet de Seine-et-Marne                                                                                                 | Nommé préfet de la Charente-Inférieure, sans suite, puis nommé préfet du Calvados          |
| 18 octobre 1898   | 31 mars 1905      | François Romain Pascal                      | Préfet de la Lozère | Nommé trésorier-payeur général du Gard                                                     |
| 31 mars 1905      | 30 juin 1906      | Amand Elisée Becq                           | Préfet de la Corrèze | Nommé préfet des Basses-Pyrénées                                                           |
| 30 juin 1906      | 22 juillet 1909   | Charles Evariste Bonnerot                   | Préfet du Var | Remplacé, en disponibilité                                                                 |
| 22 juillet 1909   | 10 mai 1913       | Jacques Marie Fernand du Chaylard           | Préfet du Morbihan | Nommé trésorier-payeur général de l'Aisne                                                  |
| 10 mai 1913       | 10 novembre 1914  | René Jules Brisac                           | Préfet de Loir-et-Cher                                                                                                   | Nommé directeur de l'assistance et de l'hygiène publiques                                  |
| 10 novembre 1914  | 3 décembre 1917   | Georges Antoine Maxime François             | Préfet de la Drôme | Nommé préfet de la Loire                                                                   |
| 15 décembre 1917  | 24 septembre 1918 | Armand Naudin                               | Préfet du Gers | Nommé préfet du Nord                                                                       |
| 24 septembre 1918 | 26 février 1919   | Paul Marie Fortuné Peytral                  | Préfet des Côtes-du-Nord                                                                                                 | Nommé préfet de l'Oise                                                                     |
| 26 février 1919   | 30 janvier 1925   | Georges Victor Jules Rischmann              | Préfet de la Creuse | Nommé préfet du Finistère                                                                  |
| 30 janvier 1925   | non-installé      | Pierre Jouhannaud                           | Directeur des affaires départementales à la préfecture de la Seine                                                       | Maintenu en service détaché                                                                |
| 30 janvier        | 14 juin 1927      | Pierre Georges Marie Trouillot              | Préfet de la Haute-Savoie                                                                                                | Nommé Liste des préfets du Puy-de-Dôme                                                     |
| 28 mai 1927       | non-installé      | Jean Antonin Léon Agard                     | Secretaire Général adjoint de l'office national des pupilles de la nation détaché au ministère de l'instruction publique | Maintenu en service détaché                                                                |
| 14 juin 1927      | non-installé      | Louis Amédée Ferdinand Bressot              | Directeur du Cabinet du préfet de police et de l'administration générale                                                 | Maintenu en service détaché                                                                |
| 14 juin 1927      | 19 février 1929   | Frédéric Pierre Emile Alphonse Atger        | Préfet de l'Aube | Nommé Liste des préfets de Loir-et-Cher                                                    |
| 19 février 1929   | 28 mai 1929       | Raoul Georges Louis Catusse                 | Préfet de la Haute-Marne                                                                                                 | Nommé Liste des préfets de la Meuse                                                        |
| 28 mai 1929       | 31 mai 1930       | Jean Joseph Duffau                          | Sous-préfet de Montdidier                                                                                                | Nommé à la disposition du ministre de l'intérieur                                          |
| 31 mai 1930       | 23 avril 1933     | Charles Jean Louis Bourrat                  | Préfet des Basses-Alpes                                                                                                  | Nommé préfet de la Côte-d'Or                                                               |
| 23 avril 1933     | 26 septembre 1936 | Jean Paul André Henri Moulonguet            | Préfet de l'Ariège | Nommé Liste des préfets de la Vienne                                                       |
| 26 septembre 1936 | 17 septembre 1940 | François Marie Ida Taviani                  | Préfet des Pyrénées-Orientales                                                                                           | Nommé directeur régional de la Famille et de la Santé à Grenoble (Isère)                   |

## Préfets de Vichy (1940-1944)
| Période           | Période          | Identité                          | Fonction précédente              | Observation |
| ----------------- | ---------------- | --------------------------------- | -------------------------------- | --- |
| 17 septembre 1940 | 17 mai 1942      | Guillaume Pierre Amédée Ducombeau | Préfet de la Haute-Vienne        | Mort en fonction |
| 11 juillet 1942   | 22 avril 1943    | André Paul Sadon                  | Préfet de la Nièvre              | Nommé Liste des préfets du Pas-de-Calaispréfet du Pas-de-Calais                                                                                   |
| 22 avril 1943     | 7 septembre 1944 | Jean Pierre Yvon Gerbaud          | Intendant de police à Versailles | Suspendu de ses fonctions en novembre 1944 avec effet rétroactif, révoqué le 3 juillet 1945.                                                      |
| 22 mai 1944       | non-installé     | Hippolyte Roger Pinel             | Sous-préfet de Béthune           | Sa nomination, envisagée le 9 mai 1944, reçoit l'accord des autorités allemandes de Bruxelles le 22 mai Nommé en septembre 1946 préfet des Landes |

## Préfets et commissaires de la République duGPRFet de la Quatrième République (1944-1958)
| Période          | Période          | Identité                      | Fonction précédente                                                   | Observation                                      |
| ---------------- | ---------------- | ----------------------------- | --------------------------------------------------------------------- | ------------------------------------------------ |
| 7 septembre 1944 | 24 mai 1946      | Gustave Georges Marie Sarrien | Maire de Cerdon, sus[pendu en 1940 préfet d'Eure-et-Loir en août 1944 | Conseiller de la République de 1946 à 1952       |
| 22 mai 1946      | 23 février 1949  | Maxime Calixte Martin Roux    | préfet de la Dordogne délégué dans les fonctions                      | Nommé préfet du Puy-de-Dôme chargé des fonctions |
| 23 février 1949  | 17 décembre 1955 | Raymond Pierre Vivant         | préfet de la Vendée                                                   | Nommé préfet de l'Hérault                        |
| 17 décembre 1955 | 22 août 1959     | Michel Jean René Virenque     | Préfet, directeur de Cabinet du préfet de la Seine                    | Nommé préfet de Mostaganem                       |

## Cinquième République
| Période           | Période           | Identité                      | Fonction précédente | Observation |
| ----------------- | ----------------- | ----------------------------- | --- | --- |
| 22 août 1959      | 24 juillet 1961   | Pierre Félix Maurice Rolland  | Préfet de la Dordogne | Congé spécial |
| 26 juillet 1961   | 8 novembre 1963   | Georges Louis Edouard Brottes | Préfet d'Oran | Nommé secrétaire général de la Seine                                                                                              |
| 8 novembre 1963   | 3 août 1968       | Jean Escande                  | Préfet de Vaucluse | Nommé préfet du Haut-Rhin |
| 3 août 1968       | 14 juin 1973      | Raymond Germain Rudler        | Préfet de la Lozère | Détaché à la disposition du ministre des transports, nommé directeur de l'établissement national des invalides de la marine       |
| 14 juin 1973      | 19 juin 1978      | André Collot                  | Préfet de la Meuse | Nommé préfet de l'Oise |
| 18 juillet 1978   | 20 mai 1981       | Camille Michel                | Préfet délégué pour la police auprès du préfet des Bouches-du-Rhône                                                                                        | Passe à la retraite |
| 16 juillet 1981   | 8 mars 1985       | Michel Gillard                | Préfet de la Vendée | Nommé préfet de la Haute-Savoie                                                                                                   |
| 27 mars 1985      | 6 février 1986    | Gérard Deplace                | Préfet de la Gironde | Nommé directeur central de la sécurité publique au ministère de l'Intérieur puis en décembre 1986 nommé préfet de la Haute-Savoie |
| 1986              | 22 décembre 1987  | Pierre Cayron                 | Secrétaire général de la région île-de-France | Nommé préfet d'Indre-et-Loire |
| 22 décembre 1987  | 11 mars 1990      | Michel Lajus                  | Préfet des Vosges | Passe à la retraite |
| 2 avril 1990      | 15 février 1993   | Roland Hodel                  | Préfet du Jura | Nommé préfet du Gard |
| 15 février 1993   | 1er août 1996     | Victor Convert                | Préfet de l'Aude | Nommé préfet de la Manche A été en 1959 secrétaire d'Etat de la république autonome de Haute-Volta                                |
| 1er août 1996     | 16 décembre 1998  | Marie-Françoise Haye-Guillaud | Préfet du Cantal | Nommé Liste des préfets de la Charente                                                                                            |
| 16 décembre 1998  | 15 juillet 2002   | Bernard Tomasini              | Préfet de l'Orne | Nommé préfet de l'Ain |
| 15 juillet 2002   | 6 janvier 2006    | Anne Merloz                   | préfète de Lot-et-Garonne | préfète de Saône-et-Loire |
| 6 janvier 2006    | 21 juillet 2008   | Claude Kupfer                 | Directeur de l'évaluation de la performance et des affaires financières et immobilières au ministère de l'intérieur                                        | Nommé préfet, secrétaire général de la préfecture de Paris                                                                        |
| 21 juillet 2008   | 29 septembre 2011 | Catherine Delmas-Comolli      | Préfète des Ardennes | Nommé préfète hors cadre |
| 29 septembre 2011 | 4 décembre 2013   | Nicolas Quillet               | Préfet de la Nièvre | Nommé préfet d'Eure-et-Loir |
| 4 décembre 2013   | 4 janvier 2016    | Marie-Christine Dokhélar      | Conseillère référendaire à la Cour des comptes, présidente de chambre régionale des compteset affectée à la chambre régionale des comptes de Franche-Comté | Nommé préfète de la Vienne |
| 4 janvier 2016    | 9 août 2017       | Nathalie Colin                | Directrice des ressources humaines au ministère de l'intérieur                                                                                             | Nommé membre du Conseil supérieur de l'appui territorial et de l'évaluation                                                       |
| 9 août 2017       | 14 janvier 2020   | Catherine Ferrier             | Préfète du Lot | Nommée préfète du Tarn |
| 5 février 2020    | 29 juillet 2022   | Jean-Christophe Bouvier (d)   | Préfet délégué pour la défense et la sécurité auprès du préfet du Nord, préfet de la région Hauts-de-France.                                               | Nommé préfet de la Martinique |
| 23 août 2022      |                   | Maurice Barate (d)            | Secrétaire général de la préfecture du Val-d'Oise | |

## Sources